# Tullbergiidae
Tullbergiidae (лат.) — семейство коллембол из надсемейства Onychiuroidea (Poduromorpha).

## Описание
Размер мелкий (обычно менее 1 мм). Тело узкое, беловатое или желтоватое. Сенсорный орган на 3-м членике усиков состоит из одного, двух или трёх утолщённых коротких цилиндрических сенсилл. Мандибулы с апикальными зубцами. Прыгательная вилка отсутствует или рудиментарна (иногда имеется пара шипов). 

## Классификация
Известно около 200 видов и 30 родов, в том числе рода Mesaphorura (60 видов), Tullbergia (35 видов). Коллемболы семейства Tullbergiidae  относятся к надсемейству Onychiuroidea из подотряда Poduromorpha (или отряда).
- Семейство Tullbergiidae 
  - Род Anaphorura — 1 вид
  - Род Boudinotia — 1 вид
  - Род Clavaphorura — 1 вид
  - Род Delamarephorura — 1 вид
  - Род Dinaphorura — 14 вид
  - Род Doutnacia — 5
  - Род Fissuraphorura — 7
  - Род Jevania — 2
  - Род Karlstejnia — 5
  - Род Marcuzziella — 1
  - Род Mesaphorura — 61 вид
  - Род Metaphorura — 8
  - Род Multivesicula — 6
  - Род Najtiaphorura — 4
  - Род Neonaphorura — 9
  - Род Neotullbergia — 5
  - Род Paratullbergia — 9
  - Род Pongeiella — 4
  - Род Prabhergia — 3
  - Род Psammophorura — 2
  - Род Rotundiphorura — 1
  - Род Scaphaphorura — 5
  - Род Sensilatullbergia — 1
  - Род Spicatella — 1
  - Род Stenaphorura — 4
  - Род Stenaphorurella — 5
  - Род Tasphorura — 1
  - Род Tillieria — 3
  - Род Tullbergia — 35
  - Род Tullbergiella — 2
  - Род Wankeliella — 6
  - Род Weinera — 1